# Włoski Korpus Wyzwoleńczy
Włoski Korpus Wyzwoleńczy (Corpo Italiano di Liberazione, CIL) – regularne jednostki wojskowe podporządkowane rządowi Włoch pod przewodnictwem marszałka Pietro Badoglia, które od 9 września 1943 r. (wypowiedzenie wojny) występując w składzie 15 Grupy Armii prowadziły działania przeciwko III Rzeszy i oddziałom wojskowym podporządkowanym Benito Mussoliniemu, jako premierowi powołanej 15 września 1943 r. Włoskiej Republiki Socjalnej.

## Działania bojowe
Włoski Korpus Wyzwoleńczy został sformowany 22 marca 1944 r. na bazie 1 Zmotoryzowanej Grupy Bojowej (Zgrupowania) – 1° RAGGRUPPAMENTO MOTORIZZATO ITALIANO pod dowództwem (Comandante del C.I.L.) gen. Umberto Utili.
24 lutego 1944 r. 3 Dywizja Strzelców Karpackich zakończyła przejmowanie 45 km odcinka obronnego od del Monte do Castel San Vincenzo  nad rzeką Sangro. Po przejęciu odcinka 3 DSK sąsiadowała na południu z 2 Dywizją Piechoty (marokańskiej) z Francuskiego Korpusu Ekspedycyjnego. Pod koniec lutego 1944 r. między dywizję marokańską i polską wprowadzono wzmocnioną brygadę włoską. Brygada liczyła około 7.000 żołnierzy. W jej składzie znajdowało się pięć batalionów piechoty (I/68 pp, XXIX bp, XXXIII bbers., balp. „Piemonte”, CLXXXV bspadochr.), dwa dywizjony artylerii (III/11 pa i IV/11 pa) i grupa bojowa (Grupa „Arditi”). 13 marca 1944 r. 5 Kresowa Dywizja Piechoty otrzymała rozkaz zluzowania do 2 kwietnia 1944 r. 2 DP (marokańskiej), w pasie od Castel San Vincenzo  wzdłuż rzeki Rapido do wzgórz 850 i 1019. W celu wykonania tego zadania dowódcy 5 KDP podporządkowano brygadę włoską. Odcinek obronny 5 KDP podzielono na dwie części. Pododcinek północny „Mare” powierzono brygadzie włoskiej. Jej zadaniem była obrona kierunku wzgórz dell Altare, Scopoli i uniemożliwienie nieprzyjacielowi przekroczenia wzgórz dell Altare, Mare w kierunku południowym i południowo-wschodnim. Działalność bojowa brygady tak, jak polskich dywizji, ograniczała się do akcji rozpoznawczych. W ramach tych działań brygada wykonała wypad na Monte Marone, zdobyła je i utrzymała mimo silnych kontrataków niemieckich. 15 kwietnia 1944 r. 5 KDP przekazała swój odcinek obrony 2 Dywizji Piechoty (nowozelandzkiej), w związku z powierzeniem II KP zadania przełamania obrony nieprzyjaciela na odcinku Monte Cassino. Brygada włoska przeszła w podporządkowanie dowódcy X Korpusu (brytyjskiego).
Na początku czerwca 1944 r. CIL został ponownie podporządkowany dowódcy II Korpusu Polskiego, który otrzymał zadanie przejścia do pościgu i opanowania portu w Ankonie. Oddziały włoskie były słabo uzbrojone, nie miały saperów, odpowiednich środków łączności oraz transportowych. Przy kalkulacji sił CIL oceniano jako jedną brygadę piechoty.

## Struktura organizacyjna Włoskiego Korpusu Wyzwoleńczego
- Dowództwo i Kwatera Główna CIL (Comando e Quartier Generale del Corpo)
  - I Brygada Piechoty (I Brigata)
    - 4 Pułk Bersalierów (4° reggimento bersaglieri)
      - XXIX Batalion Piechoty (XXIX battaglioni  bersaglieri)
      - XXXIII Batalion Piechoty (XXIX battaglioni  bersaglieri)

    - 3 Pułk Alpejski (3° reggimento alpini)
      - Batalion Alpejski „Piemont” (battaglione alpini „Piemonte”)
      - Batalion Alpejski “Monte Granero”   (battaglione alpini „Monte Granero”)

    - IV Grupa Artylerii (IV° Gruppo artiglieria someggiato)

  - II Brygada Piechoty (II Brigata)
    - 68 Pułk Piechoty „Legnano” (68° reggimento fanteria „Legnano”)
      - Batalion Piechoty
      - Batalion Piechoty

    - Pułk Piechoty Morskiej „San Marco” (Reggimento Marina „San Marco”)
    - V Grupa Artylerii (V gruppo someggiato)

- - Grupa (Dywizja) „Nembo” (Divisione „Nembo”)
    - 183 Pułk Piechoty „Nembo” (183° reggimento fanteria „Nembo”)

  - 184° reggimento fanteria „Nembo”
  - 184° reggimento artiglieria paracadutisti „Nembo”
  - 184° battaglione genio guastatori paracadutisti „Nembo”

- - Jednostki korpuśne:
    - 185 Samodzielny Oddział Spadochronowy „Nembo” (CLXXXV battaglione paracadutisti – 185° reparto autonomo paracadutisti „Nembo”)
    - IX Oddział „Assalto” (IX° reparto d'Assalto)
    - 11 Pułk Artylerii Motorowej (11° reggimento artiglieria motorizzato)
    - 51 Batalion Inżynieryjny (LI battaglione misto genio)